# Condado de Slope
El condado de Slope (en inglés: Slope County, North Dakota), fundado en 1915,  es uno de los 53 condados del estado estadounidense de Dakota del Norte. En el año 2000 tenía una población de 767 habitantes y una densidad poblacional de 0.24 personas por km². La sede del condado es Amidon.

## Geografía
Según la Oficina del Censo, el condado tiene un área total de 3157 km² (1218,9 mi²), de la cual 3155 km² (1218,1 mi²) es tierra y 3 km² (1,2 mi²) es agua.

### Condados adyacentes
- Condado de Billings (norte)
- Condado de Stark (noreste)
- Condado de Hettinger (este)
- Condado de Adams (sureste)
- Condado de Bowman (sur)
- Condado de Fallow (oeste)
- Condado de Golden Valley (noroeste)

### Área Nacional protegida
- Little Missouri pradera nacional (parte)
- Lago Stewart Refugio Nacional de Vida Silvestre
- Lago Blanco Refugio Nacional de Vida Silvestre

## Demografía
En el 2000 la renta per cápita promedia del condado era de $24 667, y el ingreso promedio para una familia era de $26 058. El ingreso per cápita para el condado era de $14 513. En 2000 los hombres tenían un ingreso per cápita de $20 000 versus $12 115 para las mujeres. Alrededor del 16.90% de la población estaba bajo el umbral de pobreza nacional.
| 1920 | 1930 | 1940 | 1950 | 1960 | 1970 | 1980 | 1990 | 2000 | Est. 2009 |
| ---- | ---- | ---- | ---- | ---- | ---- | ---- | ---- | ---- | --------- |
| 4950 | 4150 | 2932 | 2315 | 1893 | 1484 | 1157 | 907  | 767  | 649       |

## Mayores autopistas
- U.S. Highway 12
- U.S. Highway 85
- Carretera de Dakota del Norte 21
- Carretera de Dakota del Norte 67

## Lugares

### Ciudades
- Amidon
- Marmarth

Nota: todas las comunidades incorporadas en Dakota del Norte se les llama "ciudades" independientemente de su tamaño

### Municipios
| - Municipio de Bucklin - Municipio de Carroll - Municipio de Cash - Municipio de Cedar Creek - Municipio de Connor - Municipio de Crawford - Municipio de Harper | - Municipio de Hughes - Municipio de Hume - Municipio de Mineral Springs - Municipio de Moord - Municipio de Mound - Municipio de Peaceful Valley - Municipio de Rainy Butte | - Municipio de Richland Center - Municipio de Sand Creek - Municipio de Sheets - Municipio de White Lake - Municipio de Woodberry |

### Territorios no organizados
- Central Slope
- Deep Creek
- Northeast Slope
- Northwest Slope
- West Slope